# 水星の太陽面通過 (海王星)
海王星における水星の太陽面通過（すいせいのたいようめんつうか）は、海王星と太陽のちょうど間に水星が入り、太陽面を通過する天文現象である。

## 概要
海王星における水星の太陽面通過は、紀元前125000年から125000年の25万年間で76531回である。これは惑星から見られる惑星の太陽面通過では最も多い数である（次いで多いのは、天王星における水星の太陽面通過の73928回である）。前回は1960年6月8日、次回は2037年11月20日に発生する。
海王星における水星の太陽面通過は、海王星と水星の公転周期の関係から、約77年の空白期間を挟み、約3ヶ月ごとに連続的に発生する期間が数年間ある。これは、海王星の移動速度が遅いので水星の軌道が海王星と太陽を結ぶ直線に交差している時間が長く、その間に公転周期の短い水星が何度も太陽の前に来るからである。連続して起こる期間は時代によって異なり、現在から前後数千年間は約4年から約7年である。

## 太陽面通過の起こる日
水星の太陽面通過は数が多いので、近年の日時を記す。日付は最大食の日付(UTC)。
| 過去           | 過去   | 過去           | 過去   | 未来           | 未来   | 未来           | 未来   |
| 年月日         | 最大食 | 年月日         | 最大食 | 年月日         | 最大食 | 年月日         | 最大食 |
| -------------- | ------ | -------------- | ------ | -------------- | ------ | -------------- | ------ |
| 1956年2月15日  | 19:26  | 1958年7月16日  | 02:52  | 2037年11月30日 | 16:19  | 2041年1月18日  | 12:14  |
| 1956年5月13日  | 22:33  | 1958年10月12日 | 06:00  | 2038年2月26日  | 18:14  | 2041年4月16日  | 13:40  |
| 1956年8月10日  | 01:40  | 1959年1月8日   | 09:21  | 2038年5月25日  | 19:26  | 2041年7月13日  | 15:07  |
| 1956年11月6日  | 04:48  | 1958年4月6日   | 12:28  | 2038年8月21日  | 20:52  | 2041年10月9日  | 16:33  |
| 1957年2月2日   | 07:55  | 1959年7月3日   | 15:35  | 2038年11月17日 | 22:48  | 2042年1月5日   | 16:00  |
| 1957年5月1日   | 11:02  | 1959年9月29日  | 18:57  | 2039年2月14日  | 00:14  | 2042年4月3日   | 19:26  |
| 1957年7月28日  | 14:09  | 1959年12月26日 | 21:50  | 2039年5月13日  | 01:40  | 2042年6月30日  | 20:52  |
| 1957年10月24日 | 17:16  | 1960年3月24日  | 01:11  | 2039年8月9日   | 03:07  | 2042年9月26日  | 22:19  |
| 1958年1月20日  | 06:00  | 1960年6月20日  | 04:48  | 2039年11月5日  | 04:48  | 2042年12月23日 | 23:45  |
| 1958年4月18日  | 23:45  |                |        | 2040年2月1日   | 06:14  | 2043年3月22日  | 01:11  |
|                |        |                |        | 2040年4月29日  | 07:40  | 2043年6月18日  | 02:24  |
| 2040年7月26日  | 09:07  | 2043年9月14日  | 03:50  |                |        |                |        |
| 2040年10月22日 | 10:48  |                |        |                |        |                |        |

## 同時太陽面通過

### 金星との同時太陽面通過
- 水星の太陽面通過が、金星の太陽面通過と同時に起こることはあるが、極めて稀である。前回は紀元前24635年1月17日、次回は2865年12月19日である。この現象は紀元前125000年から125000年の25万年間で28回ある。水星と金星はどちらも公転周期が短いため、比較的頻繁に太陽面通過を起こすので、同時太陽面通過も起きやすい。現在から数千年間は比較的高頻度で発生するが、それ以前は数万年間発生しない期間が続いていた。

近年で、水星の太陽面通過と同時に発生する金星の太陽面通過は以下の通り。日付は同時太陽面通過が開始する日を基準とし、開始時刻と終了時刻は太陽面通過が起こっている時間である(UTC)。ここでの「BC」は紀元前を示す（以下同様）。終了天体は先に太陽面通過を終了する天体を差す。
| 年月日            | 時刻  | 時刻  | 天体       | 天体     |
| 年月日            | 開始  | 終了  | 通過開始順 | 終了天体 |
| ----------------- | ----- | ----- | ---------- | -------- |
| BC95272年11月26日 | 00:27 | 05:44 | 金星→水星  | 水星     |
| BC94697年3月3日   | 02:08 | 08:23 | 水星→金星  | 水星     |
| BC94533年6月4日   | 21:35 | 23:59 | 金星→水星  | 金星     |
| BC92721年10月18日 | 21:06 | 02:37 | 金星→水星  | 金星     |
| BC24635年1月17日  | 11:31 | 16:33 | 金星→水星  | 水星     |
| 2865年12月19日    | 11:31 | 15:21 | 水星→金星  | 金星     |
| 4514年2月12日     | 11:02 | 13:26 | 金星→水星  | 水星     |
| 7557年11月6日     | 17:45 | 20:23 | 水星→金星  | 水星     |
| 7722年2月9日      | 04:33 | 12:57 | 金星→水星  | 水星     |
| 7886年5月14日     | 21:21 | 22:48 | 金星→水星  | 金星     |

### 地球や月との同時太陽面通過
- 水星の太陽面通過が、地球の太陽面通過および月の太陽面通過と同時に起こることはあるが、極めて稀である。前回は紀元前46782年8月20日、次回は20814年6月18日である。この現象は25万年間で13回ある。
  - さらに稀な現象として、地球と水星のみが太陽面通過を起こし、月は太陽面通過を起こさない場合が考えられる。前回は紀元前48344年2月12日、次回は122069年10月25日に発生する。この現象は25万年間で5回ある。
  - さらに稀な現象として、月と水星のみが太陽面通過を起こし、地球は太陽面通過を起こさない場合が考えられる。前回は紀元前68186年5月12日、次回は71033年2月23日に発生する。この現象は25万年間で2回ある。

近年で、水星の太陽面通過と同時に発生する地球や月の太陽面通過は以下の通り。
| 年月日           | 時刻  | 時刻  | 天体         | 天体     |
| 年月日           | 開始  | 終了  | 通過開始順   | 終了天体 |
| ---------------- | ----- | ----- | ------------ | -------- |
| BC53858年7月27日 | 19:54 | 20:23 | 水星→地球    | 水星     |
| BC52707年7月28日 | 15:21 | 19:11 | 月→地球→水星 | 月       |
| BC49495年2月12日 | 01:11 | 01:25 | 地球→水星    | 地球     |
| BC48344年2月12日 | 14:37 | 16:18 | 水星→地球    | 水星     |
| BC46782年8月20日 | 21:35 | 01:54 | 地球→月→水星 | 地球     |
| 20814年6月18日   | 02:52 | 10:04 | 地球→月→水星 | 水星     |
| 68479年7月19日   | 16:48 | 20:53 | 月→地球→水星 | 月       |
| 71033年2月23日   | 05:03 | 05:17 | 月→水星      | 月       |
| 72184年3月3日    | 22:48 | 05:03 | 月→地球→水星 | 水星     |
| 73253年9月14日   | 12:15 | 17:31 | 水星→月→地球 | 水星     |

### その他の天体との同時太陽面通過
- 水星の太陽面通過が、火星の太陽面通過と同時に起こることはあるが、極めて稀である。前回は紀元前22826年1月16日である。この現象は25万年間で8回ある。
- 水星の太陽面通過が、木星の太陽面通過と同時に起こることはあるが、極めて稀である。次回は121410年5月14日である。この現象は25万年間で3回ある。

紀元前125000年から125000年の25万年間で、水星の太陽面通過と同時に発生する、全てのその他の天体の太陽面通過は以下の通り。なお、紀元前22826年1月16日から121410年5月14日まで約15万年間の空白期間があることに注意。
| 年月日            | 時刻  | 時刻  | 天体       | 天体     |
| 年月日            | 開始  | 終了  | 通過開始順 | 終了天体 |
| ----------------- | ----- | ----- | ---------- | -------- |
| BC117506年9月2日  | 07:41 | 08:24 | 水星→火星  | 水星     |
| BC116182年11月7日 | 10:05 | 15:51 | 火星→水星  | 水星     |
| BC115445年3月17日 | 20:39 | 03:36 | 火星→水星  | 水星     |
| BC114290年1月27日 | 15:36 | 21:07 | 水星→火星  | 水星     |
| BC61188年7月3日   | 18:28 | 23:59 | 火星→水星  | 火星     |
| BC32044年2月14日  | 21:07 | 22:33 | 火星→水星  | 火星     |
| BC30644年4月24日  | 06:57 | 12:57 | 火星→水星  | 水星     |
| BC22826年1月16日  | 09:07 | 10:04 | 火星→水星  | 火星     |
| 121410年5月14日   | 16:02 | 19:53 | 木星→水星  | 水星     |
| 122650年5月14日   | 13:24 | 20:21 | 木星→水星  | 水星     |
| 123391年8月13日   | 12:26 | 14:50 | 木星→水星  | 水星     |

## 特殊な太陽面通過

### 太陽をかすめる太陽面通過
太陽のふちを一瞬だけ通過する太陽面通過も考えられる。一般的に稀な現象であるが、海王星では水星の太陽面通過が頻繁に起こるため、他の惑星での太陽面通過よりも可能性は高くなる。前回は紀元前514年6月14日、次回は3603年1月24日に発生する。

### 太陽の中心を通る太陽面通過
太陽のほぼ中心を通る、すなわち中心角距離がほぼ0度となる太陽面通過は、前回は紀元前1913年9月20日、次回は11015年1月11日に発生する。

### その他
- 地球が年明けを迎える時、すなわち1月1日0時0分頃に最大食を迎えるのは、紀元前40933年と紀元前39370年（前年中に通過開始）に最大食を迎える太陽面通過である。
- 紀元前75679年1月9日に始まる太陽面通過は、1月10日0時0分頃、30034年4月1日に始まる太陽面通過は、同日12時0分頃に中心部を通る。